# Quiksilver Pro Gold Coast
Pour les articles homonymes, voir Quiksilver Pro.
Le Quicksilver Pro Gold Coast est une épreuve de l'ASP World Tour parrainé par Quiksilver ayant lieu depuis 2002 à Gold Coast, dans le Queensland, en Australie, plus spécifiquement dans le domaine de surf de Snapper Rocks, à Coolangatta. L'édition 2001 a eu lieu dans la localité voisine de Kirra.

## Palmarès

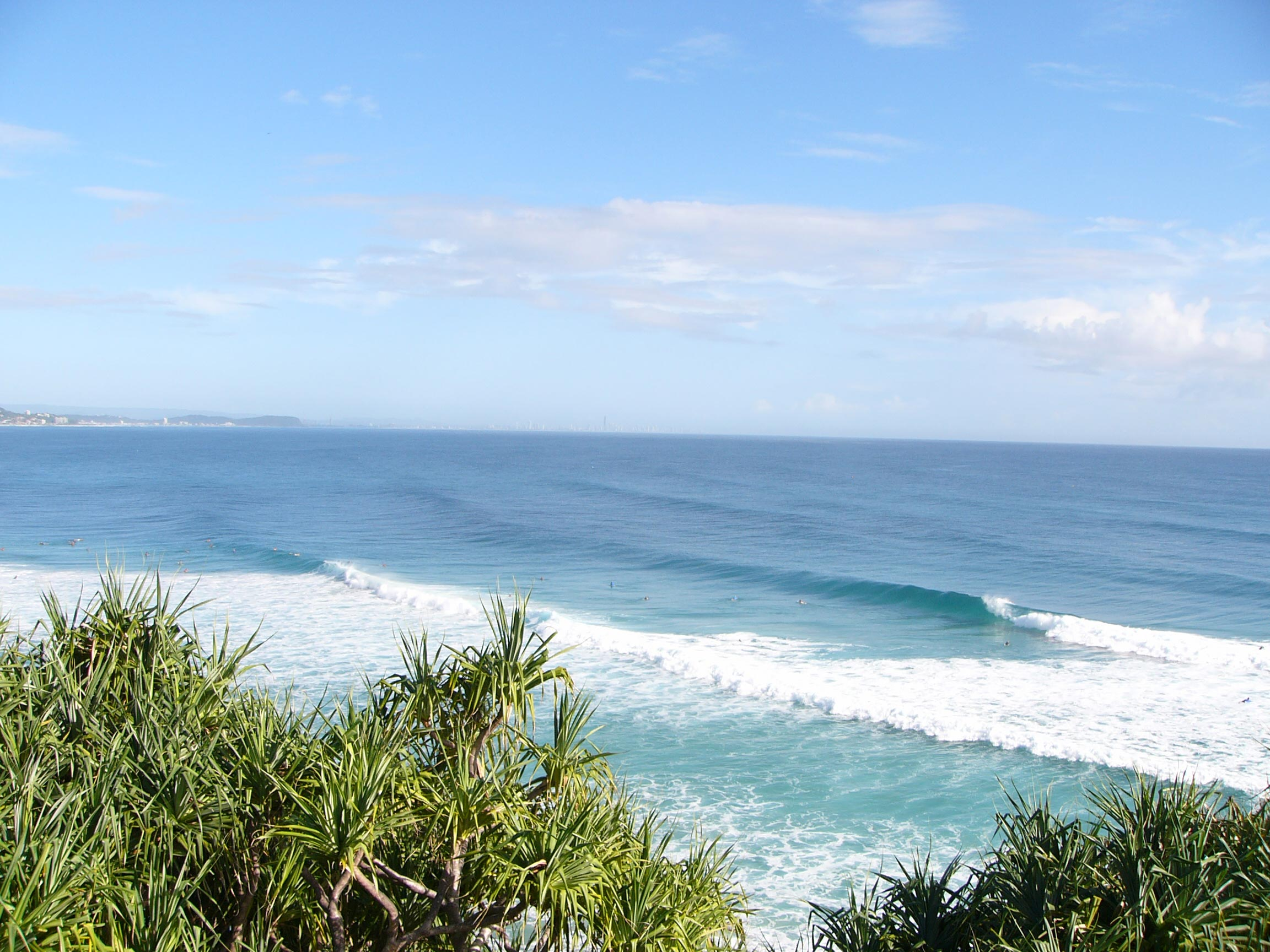
Spot de Snapper Rocks, où se déroule la compétition.

| Année                     | Vainqueur      | Score | Finaliste(s)     | Score(s) |
| ------------------------- | -------------- | ----- | ---------------- | -------- |
| Quiksilver Pro Gold Coast |                |       |                  |          |
| 2004                      | Michael Lowe   | 17.64 | Andy Irons       | 14.16    |
| 2005                      | Mick Fanning   | 16.97 | Chris Ward       | 11.90    |
| 2006                      | Kelly Slater   | 16.17 | Taj Burrow       | 14.60    |
| 2007                      | Mick Fanning   | 16.17 | Bede Durbidge    | 12.00    |
| 2008                      | Kelly Slater   | 17.94 | Mick Fanning     | 15.23    |
| 2009                      | Joel Parkinson | 18.83 | Adriano De Souza | 11.30    |
| 2010                      | Taj Burrow     | 15.57 | Jordy Smith      | 12.56    |
| 2011                      | Kelly Slater   | 11.20 | Taj Burrow       | 10.17    |
| 2012                      | Taj Burrow     | 15.86 | Adriano De Souza | 15.60    |
| 2013                      | Kelly Slater   | 18.56 | Joel Parkinson   | 17.47    |
| 2014                      | Gabriel Medina | 16.33 | Joel Parkinson   | 16.27    |
| 2015                      | Filipe Toledo  | 19.60 | Julian Wilson    | 14.70    |
| 2016                      | Matt Wilkinson | 14.20 | Kolohe Andino    | 13.66    |
| 2017                      | Owen Wright    | 14.66 | Matt Wilkinson   | 13.5     |

### 2009
| Place | Champion         | Nationalité |
| ----- | ---------------- | ----------- |
| 1e    | Joël Parkinson   | Australie   |
| 2e    | Adriano de Souza | Brésil      |
| 3e    | Mick Fanning     | Australie   |
| 3e    | Taj Burrow       | Australie   |

### 2008
| Place | Champion      | Nationalité |
| ----- | ------------- | ----------- |
| 1e    | Kelly Slater  | États-Unis  |
| 2e    | Mick Fanning  | Australie   |
| 3e    | Jérémy Florès | France      |
| 3e    | Bede Durbidge | Australie   |

### Précédents Vainqueurs
| Année | Champion       | Nationalité |
| ----- | -------------- | ----------- |
| 2007  | Mick Fanning   | Australie   |
| 2006  | Kelly Slater   | États-Unis  |
| 2005  | Mick Fanning   | Australie   |
| 2004  | Michael Lowe   | Australie   |
| 2003  | Dean Morrison  | Australie   |
| 2002  | Joël Parkinson | Australie   |